# Ihor Rybak
Ihor Mychajlovyč Rybak (in ucraino Ігор Михайлович Рибак?, in russo Игорь Михайлович Рыбак?, Igor' Michajlovič Rybak; Charkiv, 21 marzo 1934 – Charkiv, 28 settembre 2005) è stato un sollevatore sovietico di origine ucraina.
Ha gareggiato nelle categorie dei pesi leggeri (fino a 67,5 kg.) e dei pesi medi (fino a 75 kg.).

## Carriera
Il suo anno di grazia è stato il 1956, durante il quale partecipa prima ai Campionati europei di Helsinki, vincendo la medaglia d'oro nei pesi medi con 382,5 kg. nel totale (120+112,5+150) e battendo il connazionale Ravil' Chabutdinov. Successivamente viene convocato per le Olimpiadi di Melbourne 1956, riuscendo a rientrare con il peso nella categoria inferiore dei pesi leggeri, e vincendo anche in questa occasione la medaglia d'oro con 380 kg. nel totale (110+120+150), battendo nuovamente  Chabutdinov, medaglia d'argento con 372,5 kg. (125+110+137,5) ed il sudcoreano Kim Chang-hee, medaglia di bronzo con 370 kg. (107,5+112,5+150).
A causa delle difficoltà a mantenere il suo peso corporeo entro il limite della categoria dei pesi leggeri e della forte competizione all'interno dell'Unione Sovietica in quella dei pesi medi, Rybak non vinse mai un titolo nazionale e nel 1960 fu lasciato fuori dalla squadra nazionale, concludendo, così, la sua carriera agonistica, nel corso della quale non riuscì mai a partecipare ad un Campionato mondiale, ma riuscendo però a vincere le uniche due grandi manifestazioni internazionali a cui prese parte.
Laureatosi in Medicina nel 1959, dopo il ritiro dalle competizioni ha lavorato come medico dello sport al seguito della nazionale sovietica di sollevamento pesi, ed ha diretto il Centro di formazione medica e fisica regionale di Charkiv.